# ドン・モーエン
ドン・モーエン（英語:Don Moen、1950年6月29日 - ）は、アメリカ合衆国・ミネソタ州ミネアポリス生まれの、コンテンポラリー・ワーシップ・ミュージックのシンガーソングライター、ミュージシャン。

## 略歴
モエンの最初のアルバムは、ホザナ・ミュージックの、ギブ・サンクスであり、ラベルのベストセラーになった。これに続いて、成功したたくさんのアルバムを出した。1999年のアジア・ツアーで、彼は、シンガポールのシンガポール・インドア・スタジアムでThe Mercy Seat、韓国の汝矣島公園でHeal Our Landが録音され、2000年にリリースされた。モエンのアルバムの一つである、I Will Singは、クリスチャン・ブロードキャスティング・ネットワークで録音された。
God Will Make a Way-The Best of Don Moenは2003年にリリースされて、19のヒット作品が入っている。タイトルの曲は、子供三人が自動車事故で重傷を負い、一番上の息子を亡くした、彼の妻の妹とその夫のために書かれた。モエンの最近の録音された、Hiding Placeはテネシー州フランクリンのパラゴン・スタディオで録音された、最初のアルバムになった。2008年秋にリリースされ、インテグリティー・ミュージックからの最後のアルバムになる。
日本へは、1999年のアジア・ツアーの際にいのちのことば社の主催により初来日。その後、2000年、2002年、2006年と何度か来日公演を行なっている。